# ليز أوليس
ليز أوليس هي بلدة فرنسية تقع في إقليم إيسون جنوب غرب مدينة باريس.تبعد حوالي 23 كم عن مركز مدينة باريس.